# Simpsonichthys punctulatus
Simpsonichthys punctulatus är en fiskart som beskrevs av Costa och Brasil 2007. Simpsonichthys punctulatus ingår i släktet Simpsonichthys och familjen Rivulidae. Inga underarter finns listade i Catalogue of Life.